# 贝多芬 (电影)
《贝多芬Louis van Beethoven》是为纪念贝多芬诞辰250周年而上映的一部传记电影。该片从不同的角度阐述这位世界著名作曲家的故事。片名是贝多芬年轻时的名字。

## 劇情
影片在贝多芬的晚年和早年在波恩的生活之间来回。我们见到的成年贝多芬（托比亚斯·莫雷蒂Tobias Moretti饰）早已耳聋。他闷闷不乐，非常挑剔。在卡尔（彼特·路易·普雷斯顿Peter Lewys Preston饰）自杀未遂后，贝多芬和他一起来到了哥哥约翰（Johann）位于Gneixendorf的家中。在那里，贝多芬与周围的每一个人都在不断地较量。影片以此为背景，引出了他的早年生活回忆。
小时候在波恩，贝多芬（科林·普茨Colin Pütz饰）是一个音乐神童。他的父亲梦想着他能成为新莫扎特，一直敦促着他。父亲是一位选帝侯宫廷歌唱家，透过父亲的关系年轻的贝多芬接受了其他音乐家的指导。他还接触到了托比亚斯·菲弗（萨宾·坦布雷亚Sabin Tambrea 饰）——一位与他们家同住的当地演员。
随着他长大成人，贝多芬（安塞姆·布雷斯戈特Anselm Bresgott饰）继续发展成为一名音乐家。他遭遇了母亲的去世，这也让他的父亲陷入绝望和酗酒。他得到冯·布劳宁（von Breuning）家族的资助，并与埃莉奥诺尔·冯·布劳宁（Eleonore von Breuning，卡罗琳·赫尔维格Caroline Hellwig饰）相爱。但他的地位不如女方家族的社会地位显赫，他们的相爱并不被允许。
为了重现贝多芬时代的氛围，影片决定使用由现代钢琴制造家保罗·麦克诺提（Paul McNulty）制作的一些时期乐器复制品。

## 演員表
- 托比亚斯·莫雷蒂（Tobias Moretti）飾 路德维希·范·贝多芬（Ludwig van Beethoven）
- 科林·普茨（Colin Pütz）飾 路易斯·凡·贝多芬（8-12 岁）（Louis van Beethoven (8–12 Jahre)）
- 安塞姆·布雷斯戈特（Anselm Bresgott）飾 路易斯·范·贝多芬（17-21 岁）（Louis van Beethoven (17–21 Jahre)）
- 罗纳德·库库利斯（Ronald Kukulies）飾 约翰·凡·贝多芬（Johann van Beethoven）
- 曼努埃尔·鲁比（Manuel Rubey）飾 沃尔夫冈·阿玛多伊斯·莫扎特（Wolfgang Amadeus Mozart）

### 引用
1. ↑  Facebook. . Los Angeles Times. 2020-12-16  [2021-06-30]. （原始内容存档于2021-06-24） （美国英语）.
2. ↑  Redakce. .   [2021-06-30]. （原始内容存档于2021-05-13） （捷克语）.

## 外部連結
- 互联网电影数据库（IMDb）上《贝多芬》的资料（英文）
- 爛番茄上《贝多芬》的資料（英文）
- . Classic FM. （英语）
- . Easy Reader News. 2020-12-18（美国英语）
- Moore, Roger. . Movie Nation. 2021-01-01（英语）